# Frankie Miller
Frankie Miller, właśc. Francis John Miller (ur. 2 listopada 1949 w Glasgow) – szkocki piosenkarz i kompozytor rockowy, o charakterystycznym szorstkim głosie podobnym do głosu Roda Stewarta czy Joego Cockera. Największy rozgłos przyniosło mu nagranie "Darlin" (1978) z płyty Falling In Love, które dotarło do Top 10 w Wielkiej Brytanii.

## Albumy
- 1972 – Once In A Blue Moon
- 1974 – High Life
- 1975 – The Rock
- 1977 – Full House
- 1978 – Double Trouble
- 1979 – Falling In Love
- 1980 – Easy Money
- 1982 – Standing On The Edge
- 1986 – Dancing In The Rain
- 1994 – The Very Best Of Frankie Miller
- 1994 – BBC Radio 1 Live In Concert
- 2006 – Long Way Home